# Peucedanum multivittatum
Espèce
Peucedanum multivittatum est une espèce de plantes à fleurs de la famille des Apiaceae. C'est une plante herbacée endémique du Japon.

## Description
C'est une plante herbacée à fleurs blanches en ombelles.

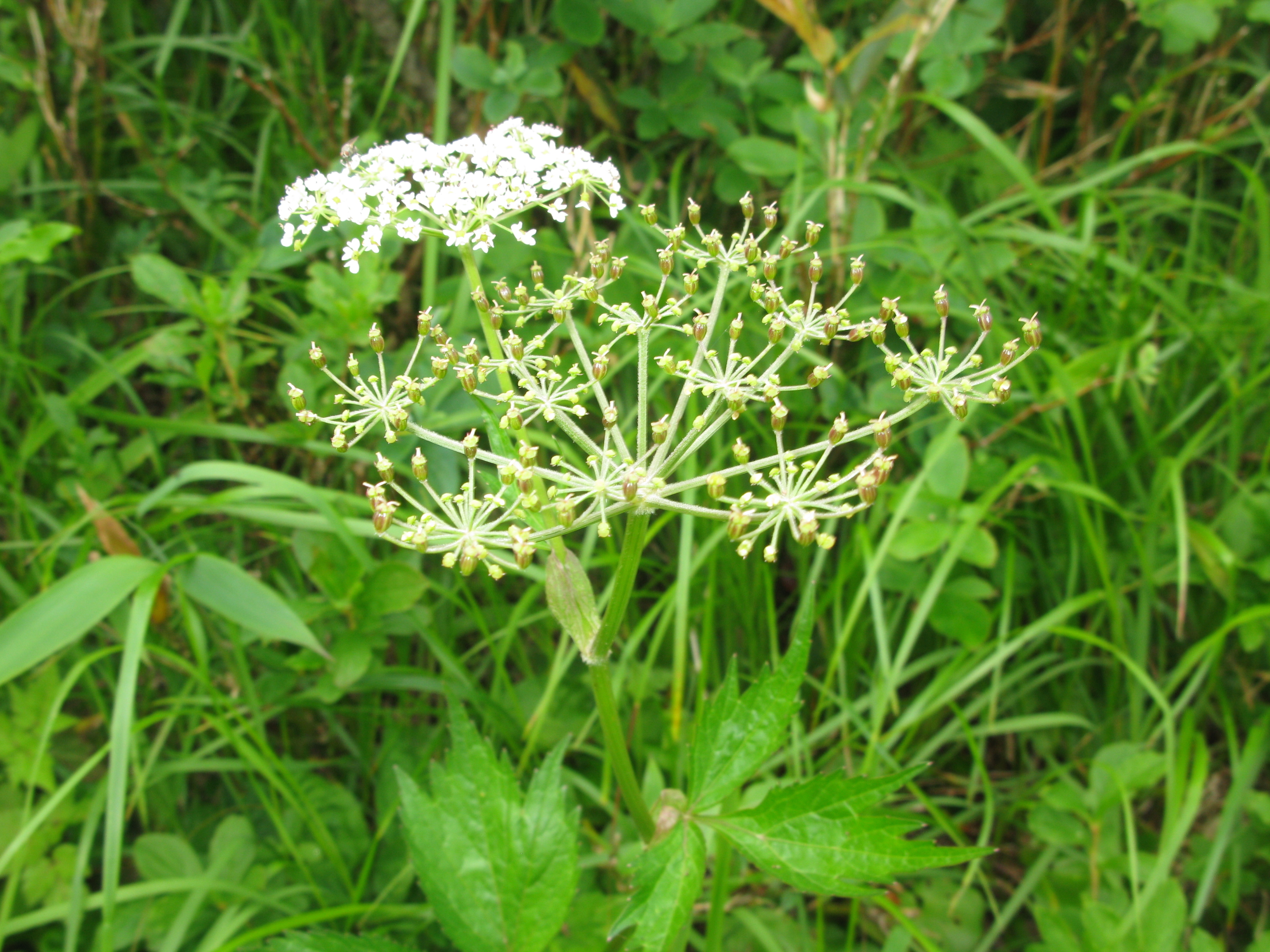
Ombelle.
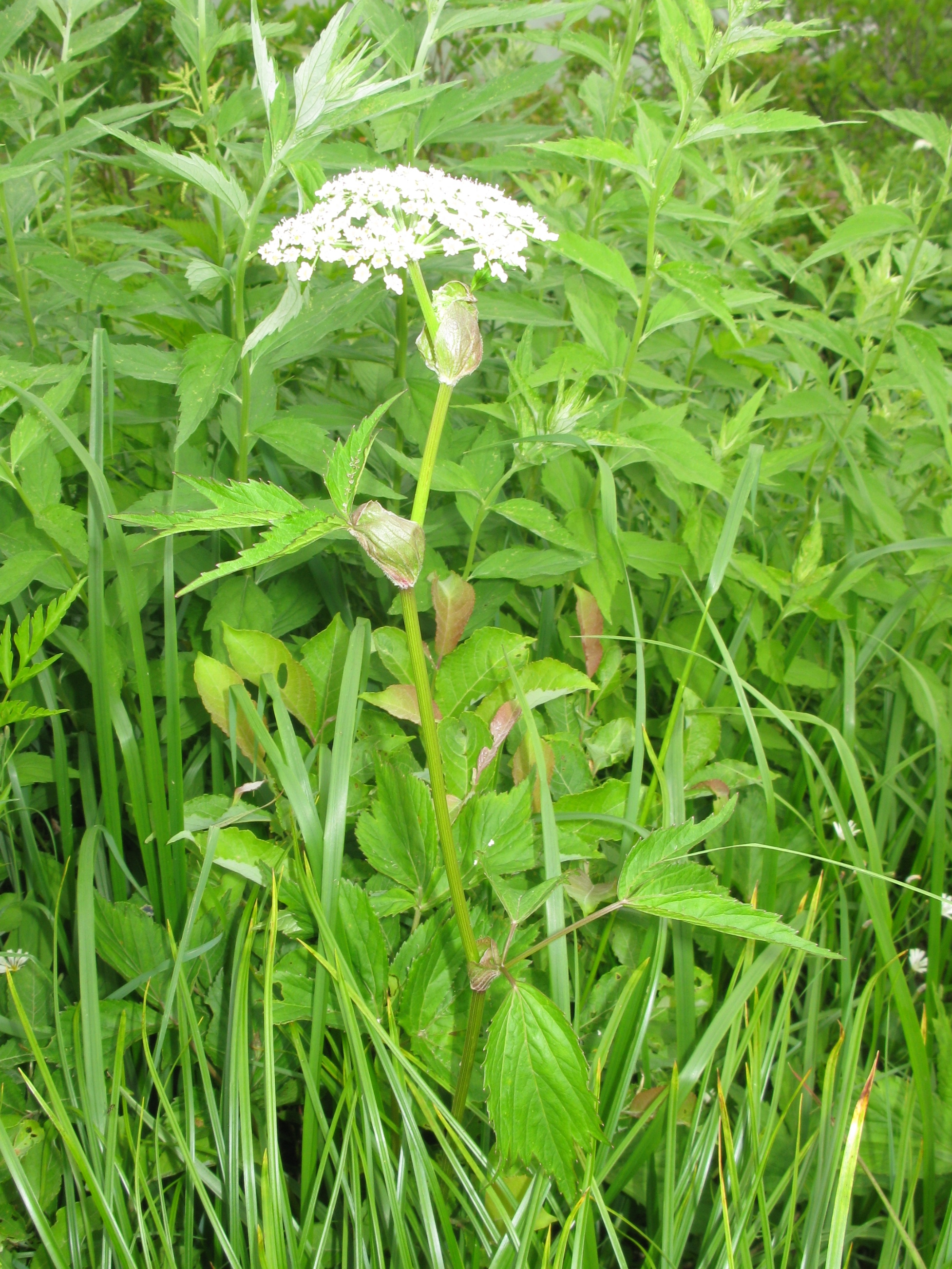
Plante entière.
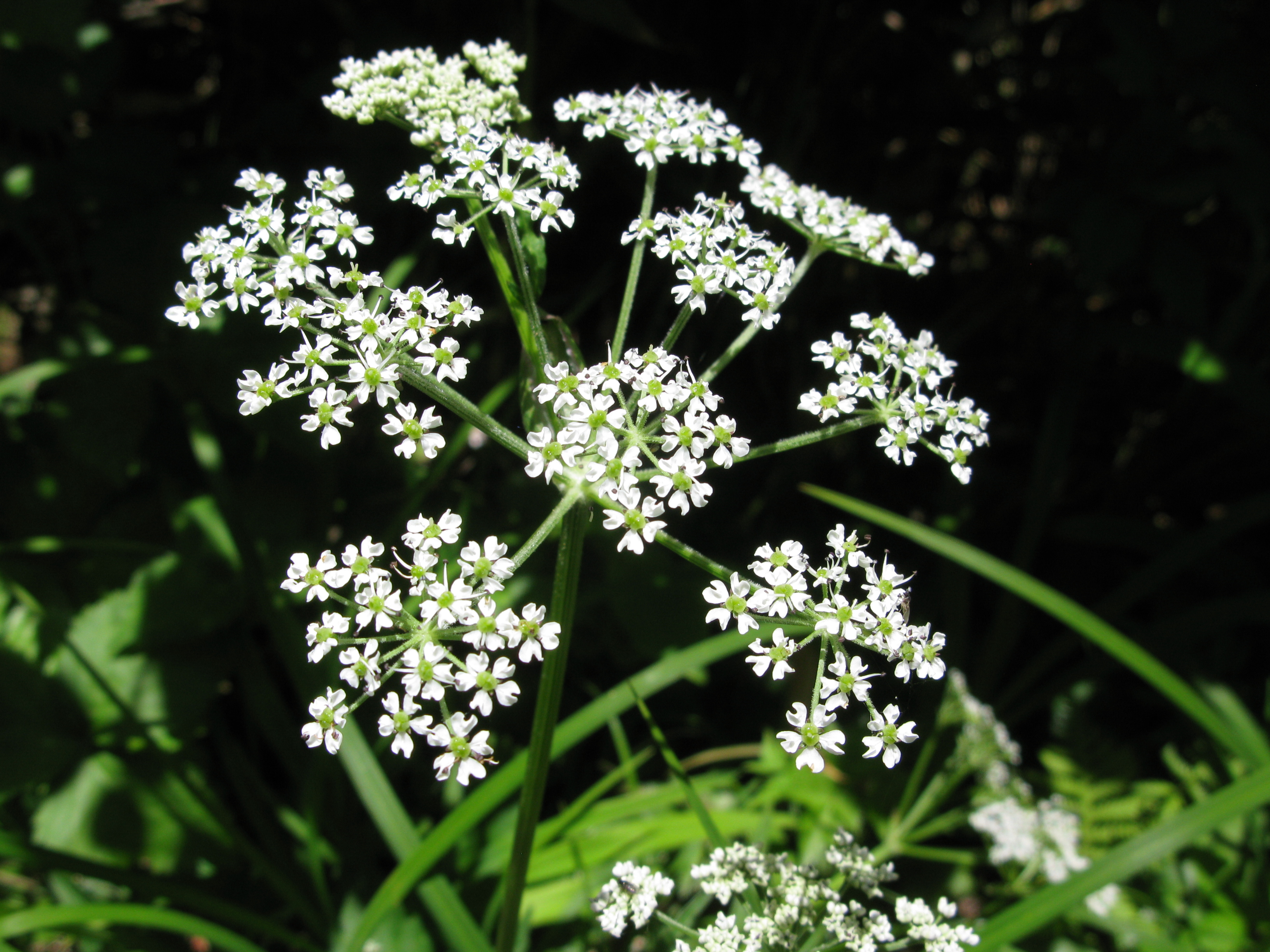
Ombelle.
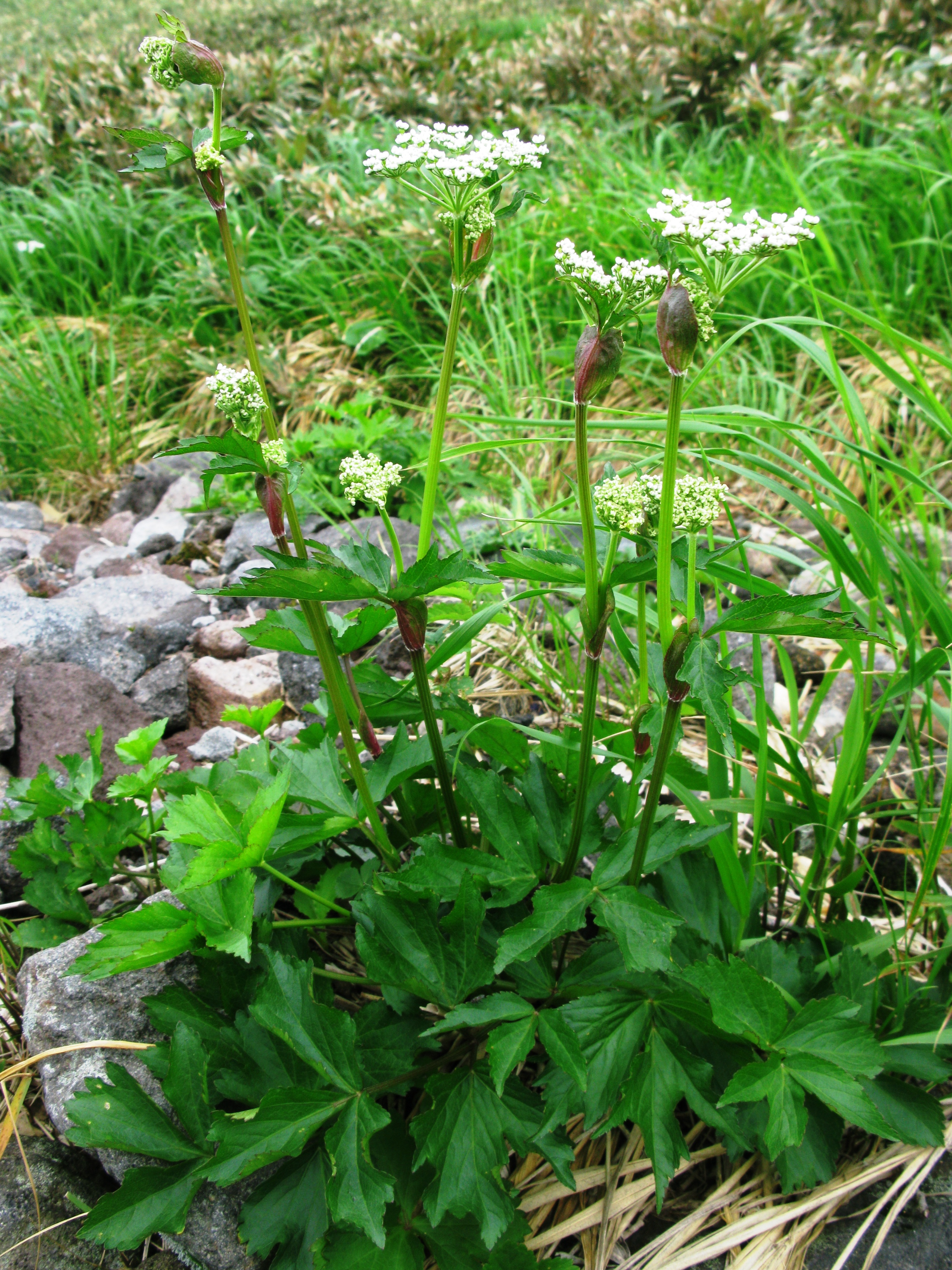
Plante entière.
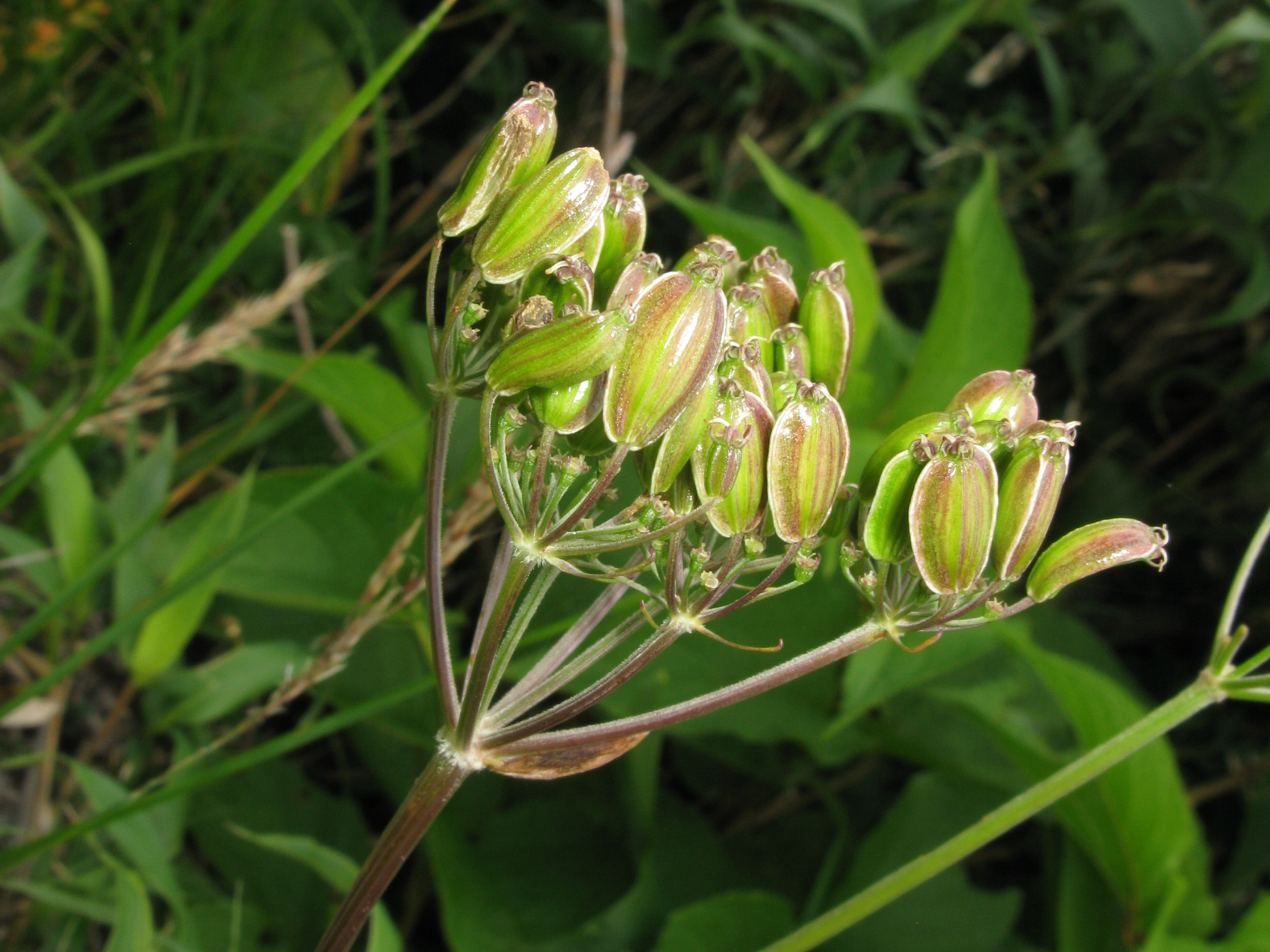
Fruits.

## Répartition
C'est une espèce endémique du Japon,,.

## Systématique
Le nom correct complet (avec auteur) de ce taxon est Peucedanum multivittatum Maxim., 1886,,. Il a été validement publié en 1886 dans le Bulletin de l'Académie Impériale des Sciences de St. Pétersbourg par le botaniste russe Carl Maximowicz.
Peucedanum multivittatum Maxim. a pour synonymes,, :
- Peucedanum linearilobum (Tatew.) Nakai, 1930
- Peucedanum multivittatum f. dissectum Makino, 1926
- Peucedanum multivittatum f. linearilobum (Tatew.) Ohwi, 1953
- Peucedanum multivittatum var. dissectum (Makino) Takeda, 1931
- Peucedanum multivittatum var. linearilobum Tatew., 1928

Il existe un homonyme junior, Peucedanum multivittatum Cufod., 1939 (nom. illeg.), synonyme de Afrosciadium harmsianum subsp. harmsianum.